# Uno (film)
UNO – norweski dramat filmowy z 2004 roku. Reżyserem, scenarzystą, a także odtwórcą głównej roli w filmie jest Aksel Hennie.
Akcja filmu toczy się w Oslo. Młody chłopak David musi wybrać, czy być lojalnym wobec kolegów z siłowni czy wydać ich policji, aby ostatni raz zobaczyć się z umierającym ojcem.

## Obsada
- David – Aksel Hennie
- Morten – Nicolai Cleve Broch
- Jarle – Bjørn Floberg
- Mona – Liv Bernhoft Osa
- Kjetil – Espen Juul Kristiansen
- Lars – Martin Skaug
- Khuram – Ahmed Zeyan

## Nagrody i nominacje
- 2005 Nagroda Amanda za "reżyserię roku"
- 2005 Nominacja do Amanda-prisen w kategorii "najlepszy aktor roku"
- 2005 Nominacja do Amanda-Prisen w kategorii  "norweski film roku"
- 2004 Nominacja do Amanda-Prisen w kategorii  "Best Nordic Newcomer"
- 2005 Nominowany do Europejskiej Nagrody Filmowej jako "Europejskie odkrycie roku"
- 2004 Zdobywca  "Prize of the Ecumenical Jury"  na Lübeck Nordic Film Days
- 2004 Zdobywca  "FIPRESCI Prize" na Molodist International Film Festival
- 2005 Zdobywca " Grand Jury Prize" na Rouen Nordic Film Festival